# Élections générales péruviennes de 1980
Les élections générales péruviennes pour la période 1980-1985 se déroulèrent le 18 mai 1980 pour renouveler totalement le pouvoir exécutif et le pouvoir législatif.
Lors de ces élections, Fernando Belaúnde Terry fut élu pour son deuxième mandat.

## Contexte
Le général Francisco Morales Bermúdez convoqua des élections générales après 17 ans d’un régime militaire qui avait renversé Fernando Belaúnde en 1968. Le Pérou n’avait pas connu d’élections générales depuis 1963.

## Candidatures
- Fernando Belaúnde Terry pour Acción Popular
- Armando Villanueva pour le Parti Apriste Péruvien
- Luis Bedoya Reyes pour le Parti populaire chrétien
- Hugo Blanco pour le PRT
- Horacio Zevallos pour UNIR
- Leonidas Rodríguez Figueroa pour UI
- Carlos Malpica pour UDP
- Róger Cáceres Velásquez pour FNTC
- Genaro Ledesma pour Focep
- Carlos Carrillo pour UN
- Javier Tantaleán Vanini pour OPRP
- Gustavo Mohme Llona pour APS
- Alejandro Tudela Garland pour MDP
- Waldo Fernández Durán pour PAIS
- Luciano Castillo pour PSP

## Résultats
Belaúnde fut élu pour son deuxième mandat avec 45,2 % des voix devant Armando Villanueva (27,4 %) et Luis Bedoya Reyes (9,6 %). Au Congrès de la République, il s’allia de nouveau avec Parti populaire chrétien de Luis Bedoya Reyes.